# Psilochalcis
Psilochalcis is een geslacht van vliesvleugeligen uit de familie bronswespen (Chalcididae). De wetenschappelijke naam van dit geslacht is voor het eerst geldig gepubliceerd in 1905 door Kieffer.

## Soorten
Het geslacht Psilochalcis omvat de volgende soorten:
- Psilochalcis adhara (Narendran, 1989)
- Psilochalcis adversa (Nikol'skaya, 1960)
- Psilochalcis anupama (Narendran, 1989)
- Psilochalcis benoisti (Steffan, 1948)
- Psilochalcis brevialata Grissell & Johnson, 2001
- Psilochalcis capensis (Steffan, 1948)
- Psilochalcis carinigena (Cameron, 1907)
- Psilochalcis caspica (Nikol'skaya, 1960)
- Psilochalcis ceratoniae Delvare, 2011
- Psilochalcis clypeata (Boucek, 1952)
- Psilochalcis crassicornis (Masi, 1929)
- Psilochalcis deceptor (Grissell & Schauff, 1981)
- Psilochalcis distincta (Nikol'skaya, 1960)
- Psilochalcis elegantula (Masi, 1929)
- Psilochalcis erythropus (Cameron, 1897)
- Psilochalcis festiva (Steffan, 1962)
- Psilochalcis frontalis Askew, 1994
- Psilochalcis ghanii (Habu, 1970)
- Psilochalcis hayati (Narendran, 1989)
- Psilochalcis hespenheidei (Boucek, 1984)
- Psilochalcis hirtella (Masi, 1943)
- Psilochalcis immaculata (Rossi, 1792)
- Psilochalcis israelica (Boucek, 1956)
- Psilochalcis keralensis Narendran, 1989
- Psilochalcis ligustica (Masi, 1929)
- Psilochalcis longigena Kieffer, 1905
- Psilochalcis mathuraensis Narendran & Khan, 2011
- Psilochalcis mirabilis (Boucek, 1952)
- Psilochalcis miranda (Nikol'skaya, 1960)
- Psilochalcis nigerrima (Masi, 1929)
- Psilochalcis nitens (Steffan, 1948)
- Psilochalcis nitida (Boucek, 1952)
- Psilochalcis novitzkyi (Boucek, 1956)
- Psilochalcis oranensis (Boucek, 1952)
- Psilochalcis patrizii (Masi, 1929)
- Psilochalcis popovi (Nikol'skaya & Kyao, 1954)
- Psilochalcis propinqua (Steffan, 1954)
- Psilochalcis pumila (Klug, 1834)
- Psilochalcis rufitarsis (Illiger, 1807)
- Psilochalcis schoutedeni (Steffan, 1954)
- Psilochalcis senegalensis (Steffan, 1951)
- Psilochalcis shestakovi (Nikol'skaya, 1960)
- Psilochalcis soudanensis (Steffan, 1951)
- Psilochalcis subaenea (Masi, 1929)
- Psilochalcis subarmata (Förster, 1855)
- Psilochalcis subdola (Nikol'skaya, 1960)
- Psilochalcis subita (Nikol'skaya, 1960)
- Psilochalcis subjecta (Nikol'skaya, 1960)
- Psilochalcis subtilis (Nikol'skaya, 1960)
- Psilochalcis tadzhika (Nikol'skaya, 1960)
- Psilochalcis tenuicornis Askew, 2001
- Psilochalcis threa (Grissell & Schauff, 1981)
- Psilochalcis usta (Grissell & Schauff, 1981)
- Psilochalcis zarudnyi (Nikol'skaya, 1960)